# Крестовниковы
Кресто́вниковы — русская купеческая династия, из которой происходили предприниматели и общественные деятели, крупные благотворители.
Основатель династии купец 1-й гильдии Козьма Васильевич Крестовников переселился в Москву из Переславля-Залесского. Его младшие сыновья Александр и близнецы Ксенофонт и Константин в 1826 году перешли в 1-ю московскую гильдию, в 1832 году получили потомственное почётное гражданство. Товарищество на вере «Братья Крестовниковы», основанное в 1831 году, имело конторы в более чем 20 губернских городах. В 1849 году было преобразовано в товарищество «А. Крестовников с племянниками», с 1851 года — «Братья Крестовниковы», с 1855 — «Братья Крестовниковы и К», с 1870 года — паевое фабрично-торговое товарищество братьев Крестовниковых. Крупнейшим семейным предприятием был стеариновый и мыловаренный завод в Казани (1855), им же принадлежали бумагокрасильная фабрика в Москве и ткацкая и прядильная фабрика в с. Красная Поляна Московского уезда. Продукция предприятия была удостоена большого количества наград на всевозможных выставках, в их числе орден Почётного легиона по результатам Всемирной выставки 1889 года. В 1861 году фирма братьев получила статус «поставщиков Двора Его Императорского Величества» с правом помещать «на вывесках и изделиях» изображение государственного герба.
1. Крестовников, Козьма Васильевич (1753—1814) — основатель династии, переславский купец 1-й гильдии. Женат на Агафии Васильевне Баскаковой (ум. 1829).
  1. Пётр Козьмич (1786—1818) — переславский купец 1-й гильдии. С 1807 года женат на дочери московского купца 2-й гильдии Прасковье Семёновне Быковской (ок. 1789—1856):
    1. Николай Петрович (1808—1860-е).
    2. Павла Петровна (1810—1813?).
    3. Павла Петровна (1813—?) — супруга Дмитрия Козьмича Ленточникова (ум. 1860).
    4. Козьма Петрович (1816—1888) — с 1851 года женат на купеческой дочери Екатерине Дмитриевне Власовой.
    5. Ольга Петровна замужем за Шелапутиным.

  2. Александр Козьмич (1794—1850). С 1820 года женат на купеческой дочери Марии Фёдоровне Ливенцовой (ок. 1803—1873).
    1. Анна Александровна (1821—в млад.).
    2. Дмитрий Александрович.
    3. Николай Александрович — холост.
    4. Александра Александровна (1836—?) — с 1852 года супруга купца 2-й гильдии Александра Васильевича Лепёшкина (1825—1885).

  3. Ксенофонт Козьмич (1796—1832). Женат на купеческой дочери Елизавете Васильевне Пищальниковой. Брак бездетен.
  4. Константин Козьмич (1796—1841). В браке с 1822 года с Надеждой Александровной Москвиной (1806—1862) имел семерых сыновей:
    1. Александр Константинович (1825—1881) — гласный московской городской думы (1863—76), выборный Московского биржевого общества (1870—76, 1879—81). Женат с 1849 года на Софии Юрьевне (Георгиевне) Милиотти:
      1. Григорий Александрович (1855—1918) — политический деятель, мануфактур-советник (1894). Женат с 1878 года на благотворительнице Юлии Тимофеевне Морозовой (1858—1920):
        1. Софья (1879—1950) — с 1900 года первая супруга Дмитрия Ивановича Стахеева (1877—1938).
        2. Мария (1880—1956) — супруга Николая Густавовича Листа (1875—1942).
        3. Алевтина (1884—1906) — супруга врача Александра Дмитриевича Воскресенского (1872—1963).
        4. Александр (1887—1962).
        5. Тимофей (1892—?).
        6. Григорий (1896—1916).

      2. Екатерина Александровна (1851—1909) — супруга члена правления товарищества Михаила Алексеевича Преображенского.
      3. Надежда Александровна (1857—1929) — супруга присяжного поверенного Петра Михайловича Вышеславцева (1855—1898).
      4. Мария Александровна (1861—?) — супруга мануфактур-советника Александра Ивановича Гарелина (1849—1915).
      5. Татьяна Александровна (1862—?) — супруга купца 1-й гильдии Ивана Васильевича Каретникова (1856—1906).

    2. Валентин Константинович (1827—1896) — мануфактур-советник, женат с 1878 года на Екатерине Ивановне Боне. Брак бездетен.
    3. Константин Константинович (1830—1899) — женат дважды: с 1869 года на Иустине Иосифовне Осиповой (ум. 1887) и с 1889 года на вдове Надежде Ивановне Соколовской. Браки бездетны.
    4. Николай Константинович (1831 — ок. 1907) — благотворитель, член попечительного совета Усачевско-Чернявского училища в Москве. Автор «Семейной хроники». Женат с 1870 года на вдове Аполлинарии Софоновне Ермаковой (1833—1900). Брак бездетен.
    5. Владимир Константинович (1833—1901) — мануфактур-советник. Женат с 1863 года на Марии Петровне Шелковниковой (1845—?);
      1. Надежда Владимировна (1865—?) — супруга Александра Николаевича Миляева, попечительница храма Серафима Саровского (московского подворья Никитского монастыря).
      2. Екатерина Владимировна (1866—?).
      3. Вера Владимировна (1868 — в детстве).
      4. Валентин Владимирович (1870—?) — член правления товарищества.
      5. Александр Владимирович (1873—?).
      6. Сергей Владимирович (1874—?) — член правления товарищества.

    6. Сергей Константинович (1837—1891) — потомственный почётный гражданин. Женат с 1869 года на Прасковье Михайловне Шеболовой. Брак бездетен.
    7. Иосиф Константинович (ок. 1836 — после 1914) — мануфактур-советник, благотворитель. Женат на Анне Ефимовне Фёдоровой. Брак бездетен.

  5. Алексей Козьмич (ум. 6.09.1798).
  6. Иван Козьмич (ум. 26.09.1798).

## Деятельность
Бумагопрядильня в селе Поляна была основана Крестовниковыми в 1850 году. Бумагопрядильня представляла из себя двухэтажное здание с полуподвальным помещением. В фабрике было 6000 веретен, работала паровая машина, мощность которой составляла 20 лошадиных сил. На фабрике было 175 работников, который занимались выпуском качественной пряжи из американского хлопка. Во главе руководства фабрикой был Александр Козьмич Крестовников — старший сын. Братья-купцы построили три казармы для рабочих фабрики, дома, в которых жили инженерно-технические работники, пекарню, больницу, занялись строительством электростанции. Датой открытия фабрики называют 7 августа (по старому стилю). Про Александра Крестовникова и его фабрику есть упоминание в справочнике Карла Нистрема как о «бумагопрядильной фабрике почётного гражданина Крестовникова, Александра Козмина», чуть позже фабрика стала обозначаться как «бумагопрядильная фабрика братьев Крестовниковых».
1 июня 1855 года (по старому стилю, т.е. 13 июня по григорианскому календарю) предприниматели, братья Крестовниковы организовали Казанский стеариново-мыловаренный завод, который считается одним из родоначальников крупной промышленности в этом регионе.
«Мраморное мыло», которое производилось до революции в Казани, пользовалось большой популярностью у женщин и считалось хорошим подарком. Его производили на одном из предприятий Крестовниковых. К началу Первой мировой войны мыла и стеариновых свечей производилось на сумму более восьми миллионов рублей.

## Память
В память об этой купеческой династии площадь в Москве, которая расположена вблизи пересечения Ягодной улицы с Загорьевским проездом в районе Бирюлево Восточное (ЮАО), названа «площадь Крестовниковых».